# Daiei (Tottori)
Daiei (大栄町?, Daiei-chō) era una cittadina del Giappone situata nel distretto di Tohaku e nella prefettura di Tottori.
Il 1º gennaio 2005 le municipalità di Daiei e di Hojo si sono unite per formare la nuova città di Hokuei.
Nel 2003, la popolazione stimata della città era intorno agli 8 800 abitanti, con una densità di 242,89 ab./km². Il territorio occupava un'area totale è di 36,23 km².